# Teiniasu
Teiniasu Oy, senare Dixi-Coat Oy, var en tekoindustri i Åbo 1956–1989.
Bolaget grundades av Rauno Virtanen (1931-2006) och Oiva Turunen när en svensk jeanstillverkare letade efter en partner i Finland. Bolaget riktade in sig på tonåringar och blev på 1960-talet en av de största klädtillverkarna i Finland. Bolaget fick på 1970-talet en stor framgång med jackor under varumärket Dixi-Coat där en stor andel av produktionen såldes i Västeuropa och Sovjetunionen. På 1980-talet började verksamheten gå sämare ekonomiskt och gick slutligen i konkurs 1989. 
Bolaget använde flera svenska designers, särskilt Rohdi Heintz, vars namn var framträdande i marknadsföringen. Andra designers var Elina Kokkila och Arto Elovirta samt i Sverige Gunilla Pontén och Hans Metzén.